# Heroïnes de la Coronilla
Les Heroïnes de la Coronilla van ser un grup de dones que van lluitar a la guerra d'independència de l'actual Bolívia, el 27 de març de 1812, a la ciutat de Cochabamba. Se les considera heroïnes perquè es van trobar sense exèrcit i van decidir organitzar-se per resistir-se a les tropes espanyoles, enfrentant-se al general reialista José Manuel de Goyeneche (1760-1814), que va atacar la ciutat després de guanyar la Batalla de Pocona. Les dones de la ciutat es van trobar sense exèrcit i es van organitzar per resistir-se a les tropes espanyoles. Van escalar La Coronilla amb el lema "La nostra llar és sagrada" on es van atrinxerarar a 1400m del centre de Cochamba, lloc que els acabarà donant el nom, i on els soldats realistes, finalment, les van guanyar.
I, precisament en honor al seu coratge i a la seva valentia, el 27 de març es commemora a Bolívia el Dia de la Mare.